# Convent de Sant Salvador d'Horta
El Convent de St. Salvador d'Horta és un convent franciscà també conegut com a Santa Maria dels Àngels, construït al peu de la muntanya de Santa Bàrbara, que s'aixeca a l'est d'Horta de Sant Joan, a la Terra Alta. Fou fundat el 1543 i transformat en casa de recol·lectes el 1576. L'església es conserva sencera i amb culte, però el convent és en ruïnes. El 1985 el conjunt de muntanya i Convent van ser declarats bé cultural d'interès nacional.
Arquitectònicament, és una sèrie d'edificis de diverses èpoques, entre els segles xii i xvii, disposats al voltant d'un claustre renaixentista. L'església és un edifici del gòtic aixecat durant el domini templer de la zona i és precedit d'un atri i ampliat amb capelles laterals al segle xvii. Té una sola nau coberta d'una armadura de cabirons i teula que descansa sobre arcs de diafragma i la capçalera forma un absis semicircular cobert de volta nervada tardoromànica. És el millor exemple d'arquitectura religiosa templera a Catalunya.
Quan l'església passà a l'Orde de l'Hospital de Jerusalem al segle xiv, la nau va ser prolongada amb un cor elevat, una galilea porticada i es va obrir l'actual porta principal, d'espectacular estructura aixamfranada i contorn ogival. Està decorada per dotze arquivoltes amb les corresponents columnetes i capitells de temàtica floral. L'absis és semicircular i segueix la tradició romànica, amb una gran finestra i contraforts verticals, mènsules i ornaments que es repeteixen als murs laterals. Sota els arcs de la galilea hi ha diversos sarcòfags, dels quals un és clavat a la dreta de la porta i decorat amb escuts relacionats amb el gremi de constructors. És probable que hagués contingut les restes de Bernat d'Alguaire, mestre picapedrer, fill d'Horta, que va projectar i dirigir l'obra de la catedral de Tortosa.
A la dreta de l'església s'estén l'antic convent i claustre renaixentista. El convent esdevingué famós pel fet d'haver-hi residit Salvador d'Horta, que va obrar grans miracles i ara és conegut i venerat. Les masses que cada dia visitaven Horta de Sant Joan en cerca de guariment, i que no dubtaven en tractar de sant a Salvador, va despertar els recels i enveges de jerarquia eclesiàstica, que el va obligar a traslladar-se a Reus. A 25 minuts del convent, a la part septentrional del puig, hi ha la cova i la font de Sant Salvador. Entorn del convent es veuen encara les restes de les antigues ermites de Sant Pau, Sant Onofre, Sant Antoni i Santa Bàrbara, on residien antigament frares fent vida eremítica. El convent era un lloc de recés i residència de frares ancians que el 1830 tenia 41 membres. Actualment el Convent és lloc de culte i pelegrinatge, i en els darrers anys han estat restaurats els dos altars barrocs, així com les dependències que acullen les sales d'exposicions.

## Descripció

### Església

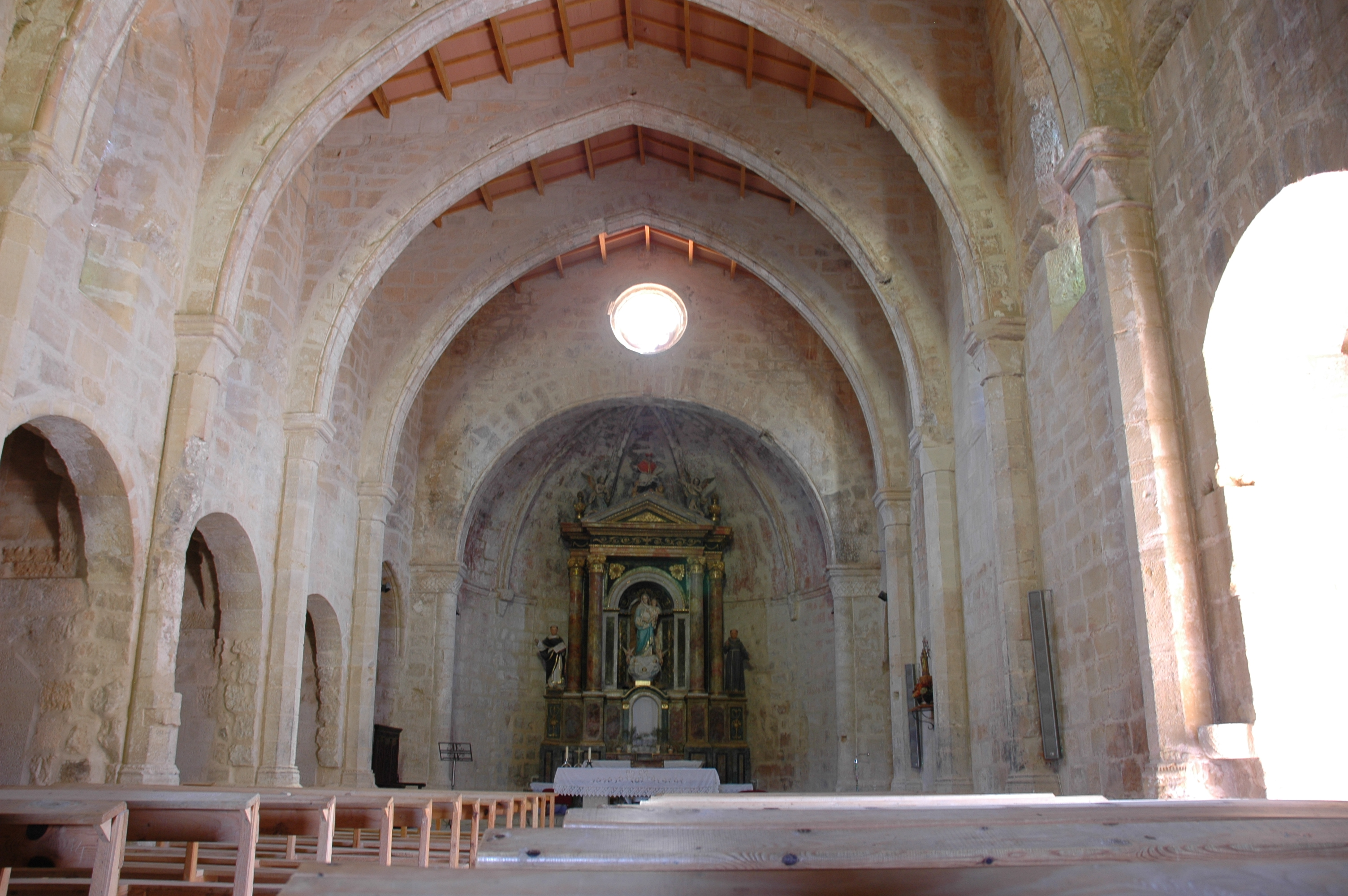
Interior de l'església

L'església del convent de Sant Salvador és d'una sola nau rectangular, reforçada amb contraforts laterals, i absis tendent al semicercle, cobert per una volta nervada més baixa que la coberta de la nau. Se'n conserven els arcs diafragma que en principi suportaven l'entramat de bigues de la coberta, encara que una falsa volta del segle xviii impedeix de veure'l de l'interior. Els arcs descansen sobre columnes de base sisavada adossades amb capitells decorats per motius geomètrics. En un dels costats de la nau hi ha un seguit de capelles d'estil barroc. Als peus hi ha un cor, just al damunt de l'entrada. A sota a continuació de les capelles, hi ha l'altar del sant, amb cúpula i cimbori, d'estil barroc. L'altar principal és dedicat a la verge dels àngels. Aquest primer edifici va ser ampliat pel sector dels peus en els segles xiv i xv, en construir l'actual primer tram de nau, cobert amb volta de creueria, el mur de tancament -centrat per una interessant portada gòtica amb arquivoltes sostingudes per esveltes columnes sobre base reculada-, i un atri de planta quadrada amb les tres façanes obertes. Tot aquest sector medieval dona exteriorment sensació de solidesa, tant per la utilització de carreus de pedra com per l'homogeneïtat dels contraforts. L'interior és il·luminat per diversos òculs circulars.

### Claustre

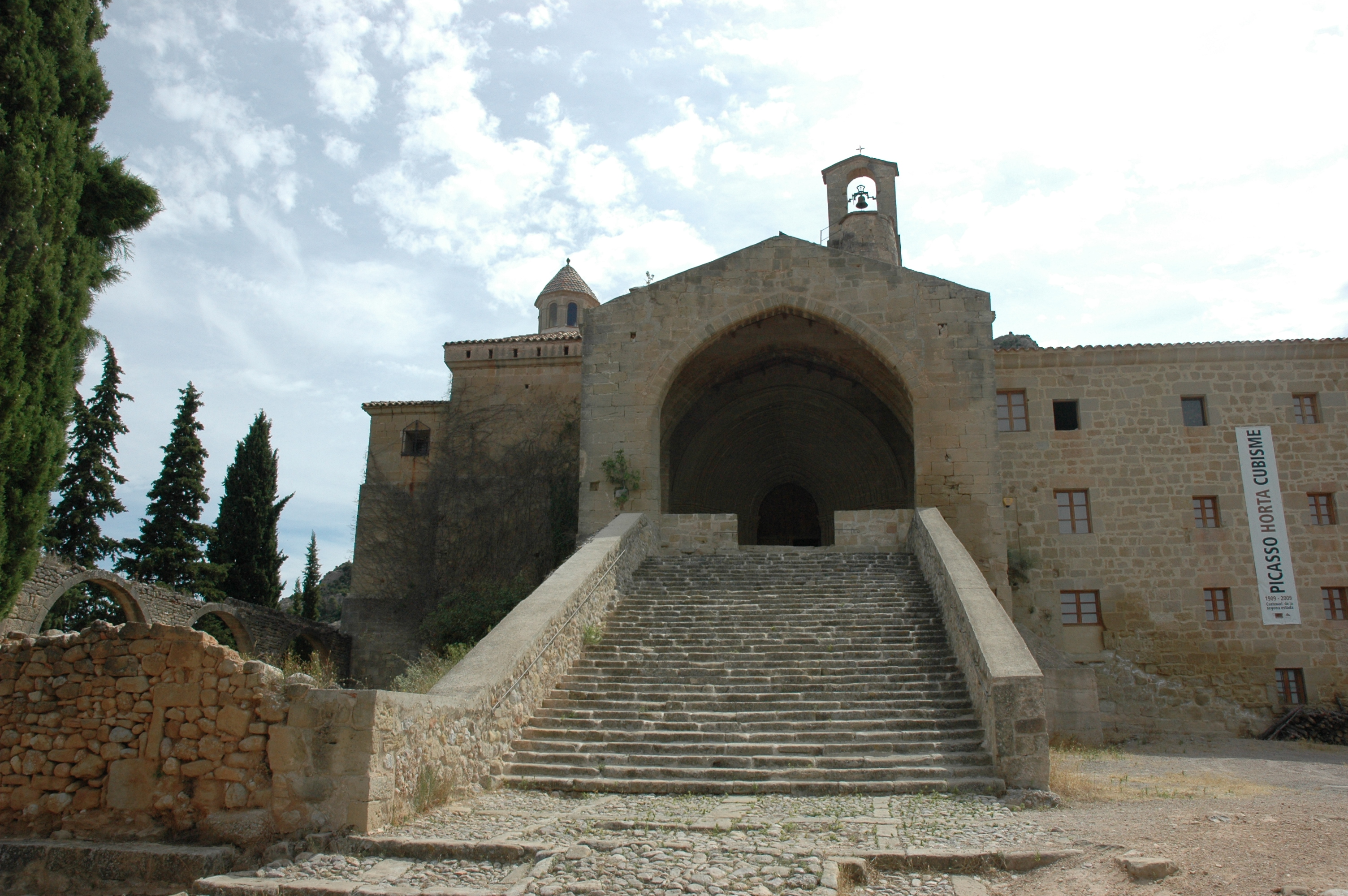
Vista general

Al pas del segle xvi al segle xvii es devien construir el claustre i, al seu voltant, les estances del convent. Durant el segle xvii i el segle xviii s'hi va ampliar el sector del convent. Aquest conforma un cos allargat paral·lel a l'església —de la qual està separat pel claustre— que la ultrapassa a l'extrem est amb una forma de ela. Es van construir, a més, la majoria de capelles laterals del temple, entre les quals destaca la de sant Salvador, de pla central i coberta amb cúpula. Destaca la porta d'entrada, d'arc apuntat i brancals força amples, amb arquivoltes en degradació motllurades, columnes de fust cilíndric i capitells de decoració vegetal que formen una línia d'impostes seguida. Destaca també el porxo, al qual s'accedeix mitjançant una llarga escalinata. L'absis és reforçat per contraforts i sense gaires obertures, d'estil romànic-gòtic. El claustre constava en principi de dos pisos, dels quals només se'b conserva l'arqueria inferior amb arcs carpanells sobre columnes toscanes de fust llis, amb capitell d'àbac motllurat i amb base sobre plint quadrat. Les quatre cantonades estan apilastrades. L'ampit sobre donant dues entrades al pati pavimentat amb lloses de pedra i amb un pou cilíndric central. La galeria del claustre estava coberta amb bigueria de fusta, i damunt en tenia una altra amb columnes cilíndriques i entaulament, però ara ha desaparegut en part. És el segon element en importància després de l'església.

### Interior de l'església
Hi ha escuts als murs interiors de l'església. Són, baixos relleus als murs de tancament de les capelles esquerres de l'església. És un element dividit en tres parts; hi ha un escut amb tres torres idèntiques amb porta de mig punt, dues finestres i quatre merlets. També consta de tres franges horitzontals i tres estrelles a la part superior i dues a la part inferior.
L'atri és de planta quadrada amb tres façanes, ocupant la quarta el pòrtic que dona accés a l'església. La façana principal té una sola obertura amb arc apuntat de grans mesures, mentre que a les laterals n'hi ha dues, també amb arc apuntat i separades pel contrafort i l'arc de diafragma interior que parteix la cobertura en dues parts iguals. S'hi troba la porta que dona accés al convent i que omple una de les dues obertures de la façana lateral sud. A sota dels arcs laterals hi ha uns ampits de pedra amb restes de sepulcres i osseres al damunt. La porta de l'església és un pòrtic amb portalada d'arc apuntat i una gran arquivolta, amb faixa de capitells ornamentats amb motius vegetals i base típica gòtica. Destaquen les làpides a l'atri i pòrtic de l'església. Es tracta de baixos relleus. És un element dividit en tres parts. La part superior amb una inscripció, la part central amb 3 escuts (tenalles, martell i edifici) i part inferior amb tres columnes nervades, arrencada la part superior a les columnes. Hi ha un segon element sarcòfag rectangular dividit en tres parts. L'esquerra amb inscripció, la central llisa on s'insinua algun element de forma quadrada i part dreta amb una figura semblant a un calze i una altra figura amb una creu (potser templera) inscrita a una circumferència. Aquestes tres parts estan sobre una base i tenen també una part superior o tapa amb forma semblant a un frontó, més gran i alt el central i més petits els laterals. La capella de sant Salvador és a l'entrada de l'església al costat esquerre de planta quadrada i cúpula esfèrica amb una cornisa que descansa damunt d'arcs torals i petxines i coronada amb un cupulí o petit cimbori. La planta és típicament barroca. L'alta ocupa l'espai que deixa l'arc toral frontal.

## Història

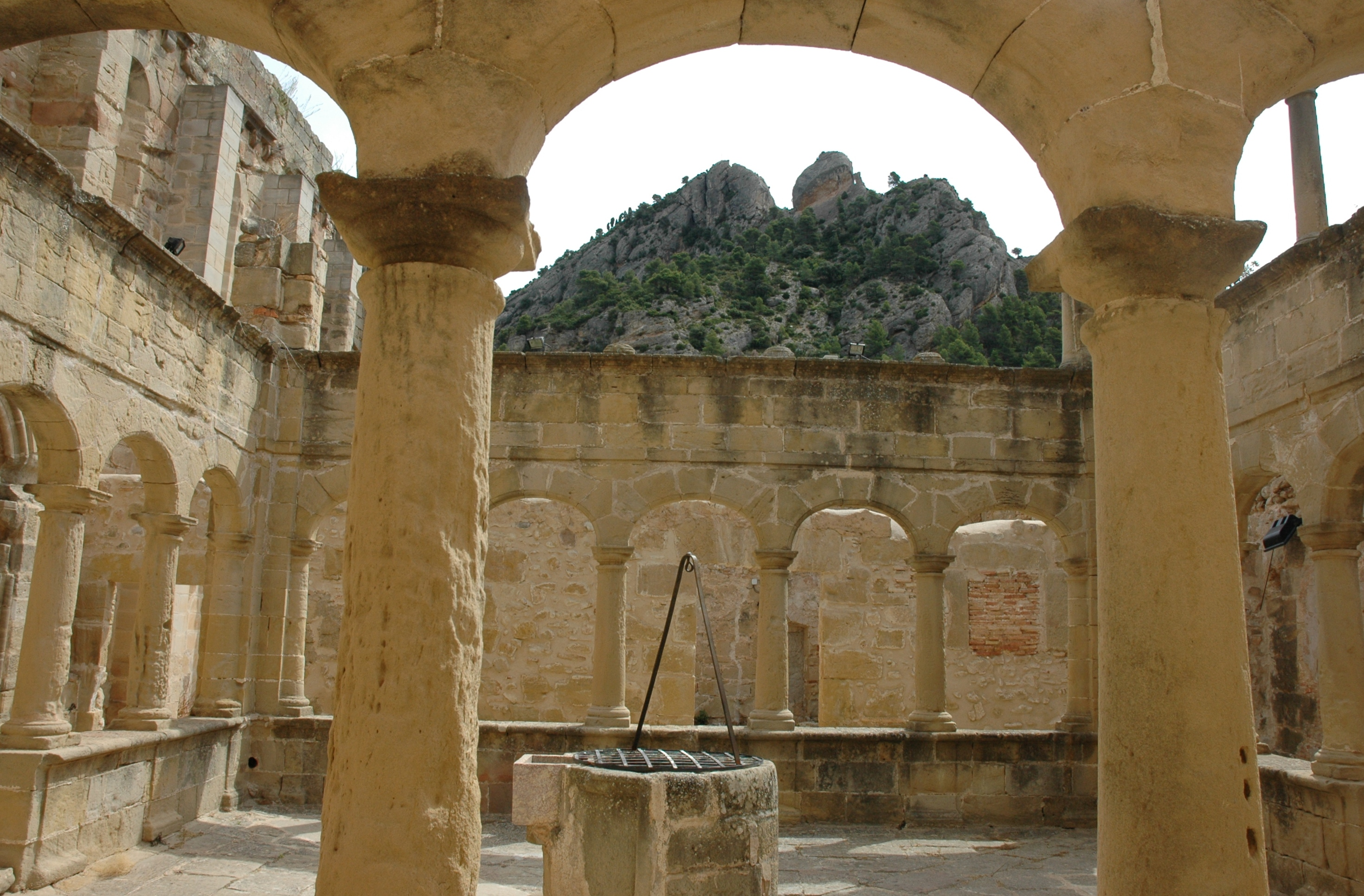
Claustre

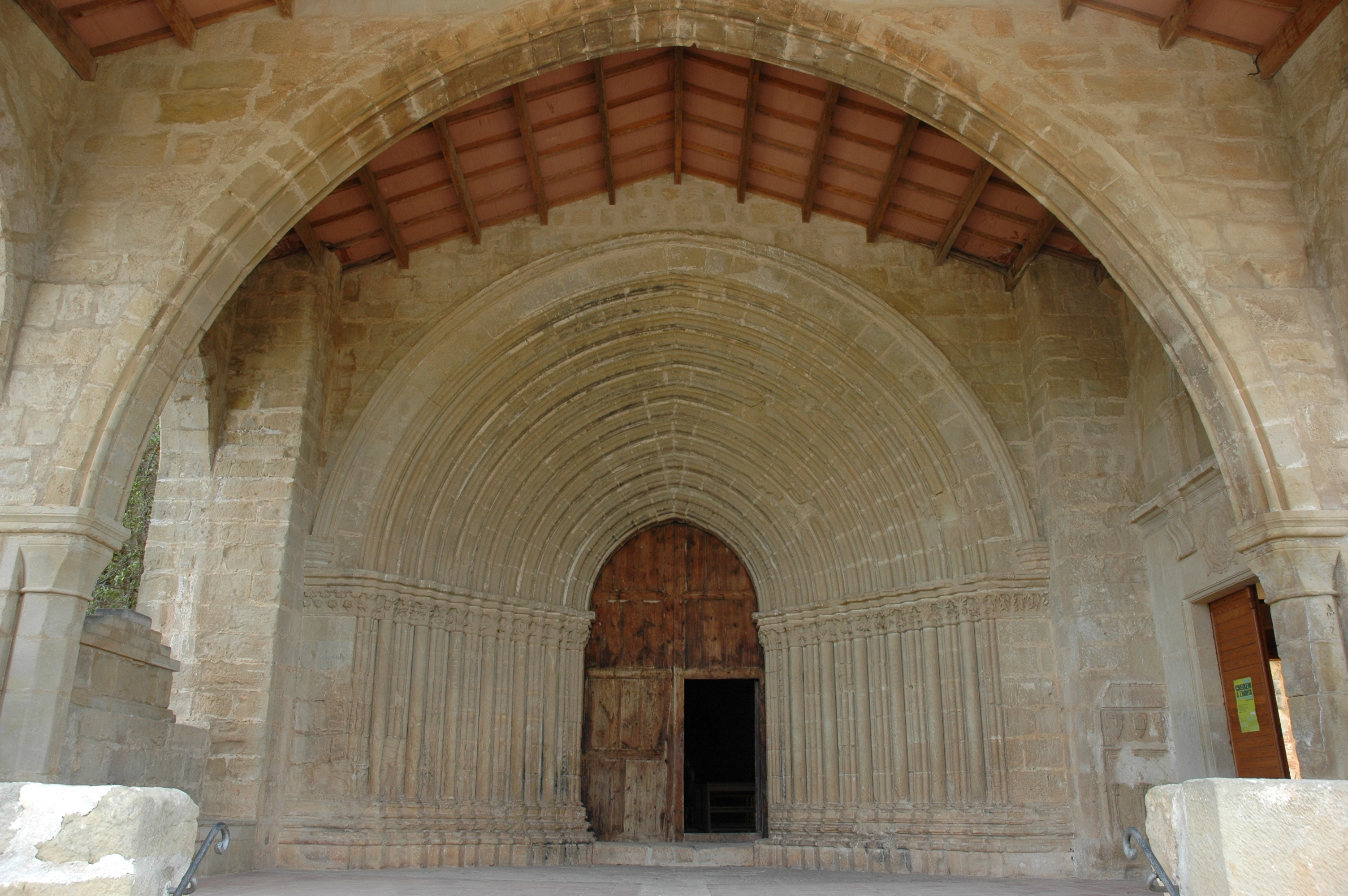
Atri i portalada

L'antic convent de la Mare de Déu dels Àngels és conegut avui pel nom de convent de Sant Salvador, en record de l a seva estada, entre 1547 i 1549. Les primeres notícies documentades del convent comencen el segle xvi, quan s'hi estableix una comunitat de franciscans (1542). L'augment de la devoció, principalment per l'obra i miracles de sant Salvador devia fer que s'ampliés el convent a principi del segle xvii i que continuadament es facin reformes. De dotze frares que tenia al principi va arribar a tenir-ne quaranta. El convent s'aixeca a llevant del poble, sota el puig de sant Salvador o santa Bàrbara. Les construccions conservades ens donen una cronologia que comença el segle xiii, quan es va aixecar l'església original, i que va ser conservada amb moltes modificacions. La porta d'accés en aquesta època devia ser la que dona al claustre.
Al segle xviii van començar les depredacions que, accentuades després de l'exclaustració de 1835, han portat el conjunt al seu estat actual. El més afectat és el convent, del qual només resten dempeus les parets mestres i un semisoterrani que podria ser-ne la part més antiga.
Durant els anys 1990-1991 es van fer unes intervencions. La coberta del temple i del nàrtex van ser construïdes de nou, amb nous cavalls i nous elements. Es van arranjar i sanejar les juntes de morter dels carreus i es van reforçar i rehabilitar els elements estructurals més deteriorats. Els accessos foren netejats. Els anys 1999-2001 es va dur a terme un programa d'actuacions en el convent de Sant Salvador a càrrec del per cent cultural entre el Departament de Cultura i el de Política Territorial i Obres Públiques, que va afectar principalment als accessos. El 2003 es va acabar la restauració dels altars de sant Salvador i dels Àngels.
Els orígens de l'església no són gaire clars. Tanmateix sembla probable que s'hi establissin, al segle xiii, la comanda templera d'Horta. Les primeres referències de l'església, dita en tels primers documents Santa Maria d'Horta, són de la fi del segle xiii. El convent dels templers devia passar a mans de l'ordre de l'Hospital el 1317, el qual el conservà fins al segle xvi. Després d'un primer intent dels franciscans d'establir-s'hi a principi del segle xvi, el 1547 hi anà a viure una comunitat de conventuals observants i el 1576 una de franciscans recol·lectes. Aquesta comunitat hi restà fins a l'exclaustració de 1835.
La primitiva església fou construïda al segle xiii i ampliada pel davant, o pues, amb un cor i atri gòtics, probablement de la segona meitat del segle xv. Al començament del segle xvi, l'orde franciscà s'hi va construir un convent adossat a l'església, fet que va comportar algunes reformes a l'església: s'hi van afegir unes capelles laterals i una de més gran dedicada a sant Salvador, construïda al segle xvii, i reforma de tot l'interior, amb nova ornamentació barroca al llarg del segle xviii. L'església fou inicialment dels templers i més tard dels hospitalers, els quals van instal·lar al convent la seva residència. Pel que fa al claustre, es fa construir d'unes obres d'ampliació del convent a la darreria del segle xvi o a principi del segle xvii. L'atri i el pòrtic són elements posteriors a la construcció. El cos format pel cor i l'atri van ser construïts durant la influència de l'ordre dels hospitalers, encara que seguint les directrius constructives del temple; és per aquest fet que s'hi veu una simbiosi entre els materials i el tractament de les construccions d'ambdues èpoques. Sembla que la porta d'accés al temple durant l'època templera és la que dona al claustre. La capella fou construïda al segle xvii i dedicada a sant Salvador, frare que havia viscut en aquest convent des de 1547 fins a 1559.